# Manuel Pombo Angulo
Manuel Pombo Angulo (Santander, 1914-Madrid, 1995) fue un escritor, periodista y médico español.

## Biografía
Nació en Santander en 1914. Militante de la Comunión Tradicionalista, en su juventud fue colaborador de la revista Tradición. Tras la Unificación, pasaría a militar en el partido único del régimen de Franco, FET y de las JONS. Médico de profesión, sin embargo, se dedicaría al periodismo. Comenzó su carrera periodística trabajando de corresponsal y más tarde subdirector del diario Ya. Fue corresponsal en Alemania y jefe de redacción de La Vanguardia (1942-1944).
En 1945 publica su primera novela La juventud no vuelve, que se desarrolla en la Segunda Guerra Mundial. Seguirían Hospital General (1948), Sin patria (1950), que le valió el Premio Nacional de Literatura, En la orilla... (1950):, Valle sombrío (1951), con la que consigue el Premio Pujol, El agua amarga (1952), Sol sin sombra (1954) y La sombra de las banderas (1969), ambientada en la guerra civil española, que le valió el Premio Ateneo de Sevilla.
Escribió también obras de teatro, destacando Te espero ayer, Premio Lope de Vega (1968). En poesía publicó el poemario Aún. Finalmente, realizó guiones de series para Televisión española, como Rosi y los demás (1963), Historias de mi barrio (1964), Angelino Pastor (1967) y El Premio (1968).